# Raoul (Georgia)
Raoul – jednostka osadnicza w Stanach Zjednoczonych, w stanie Georgia, w hrabstwie Habersham.